# Саліамонас Банайтіс
Саліамонас Банайтіс (лит. Saliamonas Banaitis; 15 липня 1866 — 4 травня 1933, Каунас) — литовський видавець, банкір і суспільно-освітній діяч. А ще один з підписантів акта про незалежність Литви від 1918 року.

## Біографія
У 1905 році заснував першу друкарню на литовських землях, які належали Росії, якою він керував до 1918 року. З 1915 до 1917 року його видавництво публікувало газету «Wieście Kowieńskie» (Вісті Ковна) польською, литовською і німецькою мовою.
У часи німецької окупації Литви заснував литовськомовну середню школу в Каунасі та 12 початкових шкіл. У 1917 році його обрано членом Таріби. У незалежній Литві засновував, між іншим, Литовську спілку фермерів (Litewski Związek Rolników) і Торговий та Промисловий Банки.